# Hugues de Revel

Hugues de Revel
Kupferstich um 1725

Großmeisterwappen von Hugues de Revel

Hugues de Revel oder Hugo von Revel (auch Hugh Revel, Hugonis Revellius, Hugo Revell, Hugh Reynell; * vor 1258; † 1277) war ein englischer Adliger und von 1258 bis zu seinem Tod im Jahr 1277 der 20. Großmeister des Johanniterordens.
Während seiner Amtszeit gewährte Papst Clemens IV. dem Orden viele Privilegien.
1271 wurde die Johanniterburg Krak des Chevaliers von den Mamluken unter persönlicher Führung ihres Sultans Baibars I. erobert. Die Johanniterburg Margat hielt 1269 und 1270 Belagerungen der Mamluken stand. Im Rahmen des Kreuzzugs unter dem englischen Kronprinzen Eduard wurde 1271 ein 10-jähriger Friedensvertrag mit Baibars I. geschlossen, der dem Orden eine Zeit relativer Ruhe brachte.
Der Johanniterorden baute seine Kommende in Akkon in Etappen weiter aus, um auch die zentrale Ordensverwaltung und ab 1271 zudem Großmeister Revel dort unterzubringen, weshalb die Kommende in französischen Quellen auch Grand Manoir (Großes Herrenhaus) genannt wurde.
Im Mai 1274 nahm Hugues, der dazu eigens aus Outremer gekommen war, mit anderen Fürsten am zweiten Konzil von Lyon teil, das von Papst Gregor X. einberufen wurde, um einen neuen Kreuzzug zu organisieren, der allerdings nicht zustande kam. In einem Brief an den Großprior von Saint-Gilles geht Revel davon aus, dass Akko sich nach zwei abgewehrten Attacken (1263 und 1267), bei einem erneuten mamlukischen Angriff nicht werde halten können.
Hugues gilt als ein strenger Verteidiger des Christentums, der klug und weise den Orden regierte, fünf Generalkapiteln vorstand, und die Gebräuche und Statuten des Ordens reformierte. Von dem anonymen Templer von Tyrus wurde er als „weiser prud’homme“ beschrieben.